# Марк Фабий Вибулан (консул 483 года до н. э.)
Марк Фабий Вибулан (лат. Marcus Fabius Vibulanus; умер в 477 году до н. э.) — римский политик и военачальник, консул 483 и 480 годов до н. э.
Брат Квинта и Цезона Фабиев. В 483 году до н. э. вместе с Валерием Потитом стал консулом как кандидат от сената, хотя плебеи враждебно относились к его семье. Получил командование войском, отправленным на помощь латинским союзникам. Продолжал начатую его братьями борьбу против плебейских трибунов, предлагавших земельный закон.
В 480 году до н. э. снова стал консулом, вместе с Манлием Цинциннатом. В этом году римляне предприняли решительное наступление на вейентов, и Фабий был одним из командующих в битве при Вейях. Благодаря его храбрости римляне сумели избежать поражения и добились некоторого успеха, несмотря на гибель Манлия, Квинта Фабия и многих других командиров. Марк Фабий отказался от предоставленного ему сенатом триумфа и, вернувшись в Рим, сложил консульские полномочия, хотя до конца года оставалось ещё два месяца.
В 477 году до н. э., по-видимому, вместе с братом Цезоном командовал войском Фабиев и погиб в битве у Кремеры. Его сын Квинт, по преданию, был единственным из Фабиев, пережившим эту битву, и стал продолжателем рода.